# カイル・ティール
カイル・ティール（Kyle Teel, 2002年2月15日 - ）は、アメリカ合衆国ニュージャージー州バーゲン郡リッジウッド出身の野球選手（捕手）。右投左打。MLBのシカゴ・ホワイトソックス所属。

## 経歴

### プロ入り前
高校時代から注目を集め、2020年のMLBドラフトでの上位指名候補とされていたが、ドラフト直前にエントリーを取り下げ、バージニア大学に進学した。
大学では捕手や外野手、指名打者を務めた。2022年は正捕手として打率.276、6本塁打、45打点を記録した。また、同年行われたハーレムベースボールウィークのアメリカ合衆国代表にも選出された。

### プロ入りとレッドソックス傘下時代
2023年のMLBドラフト1巡目(全体14位)でボストン・レッドソックスから指名されプロ入り。契約金は400万ドル。フロリダ・コンプレックス・リーグ・レッドソックスでプロデビューし、すぐにA+級グリーンビル・ドライブに昇格した。
2024年はAA級ポートランド・シードッグスで開幕を迎え、8月にAAA級ウースター・レッドソックスに昇格した。

### ホワイトソックス時代
2024年12月11日にギャレット・クロシェとのトレードで、ブレイデン・モンゴメリー、チェイス・メイドロス、ウィケルマン・ゴンザレスと共にシカゴ・ホワイトソックスに移籍した。移籍後、AAA級シャーロット・ナイツに配属された。
2025年のスプリングトレーニングには招待選手として参加した。また、その時の『ライブBP』 (実戦形式の打撃練習)でロサンゼルス・ドジャースの佐々木朗希から本塁打を打つ動画が投稿され、話題となった。2025年6月5日に40人枠入りし、翌6日にアクティブ・ロースター入りした。その日のカンザスシティ・ロイヤルズ戦でメジャーデビューを果たし、4回裏の2打席目でセス・ルーゴからメジャー初安打を打った。

## 詳細情報

### 代表歴
- 2022 ハーレムベースボールウィーク アメリカ合衆国代表

### 背番号
- 8（2025年 - ）